# Anton-Benya-Park

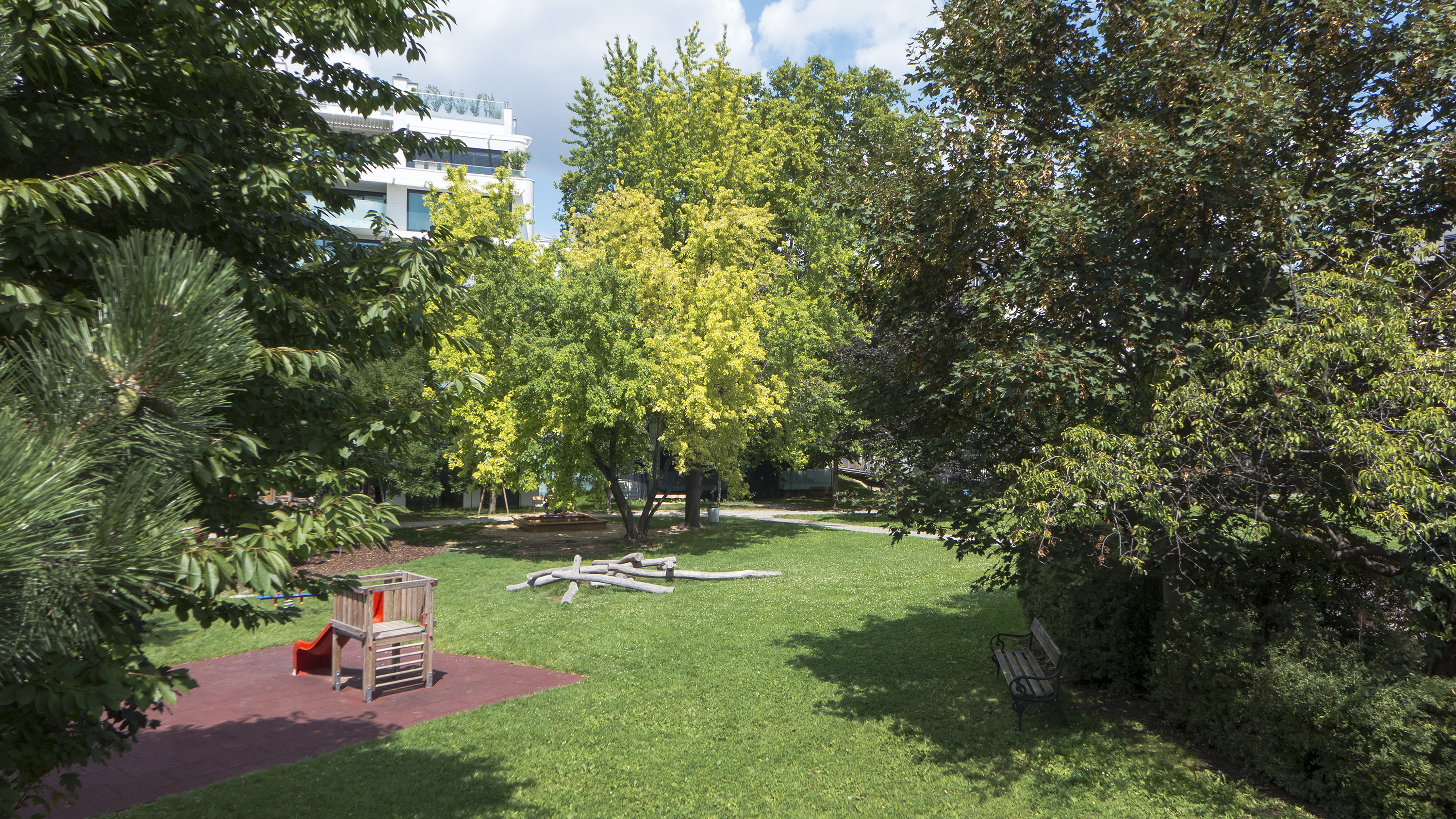
Anton-Benya-Park

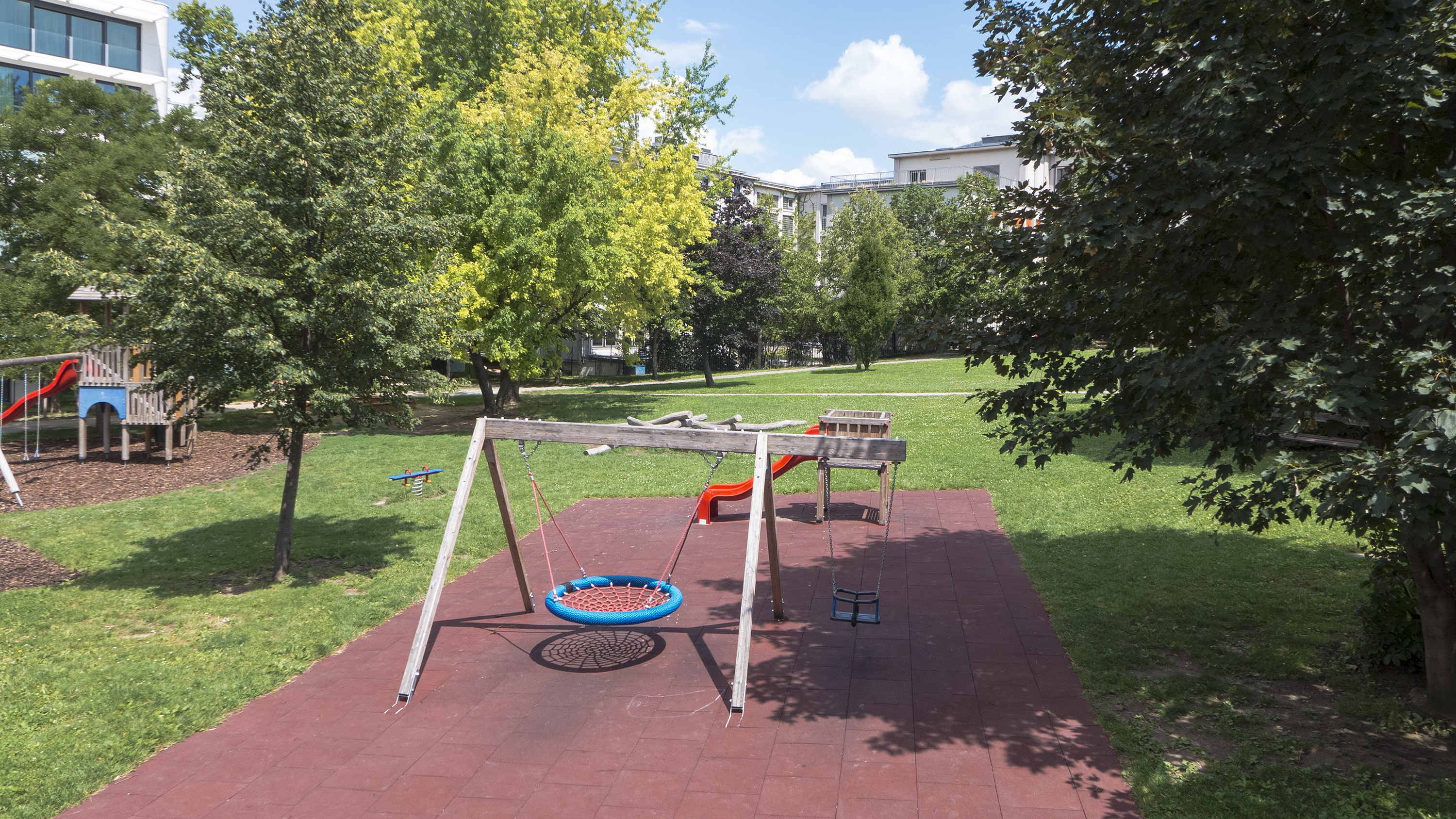
Der Spielplatz

Der Anton-Benya-Park in der Argentinierstraße im 4. Wiener Gemeindebezirk Wieden ist eine von der Arbeiterkammer Wien zu Ehren von Anton Benya benannte und am 1. Juni 1990 eröffnete Wiener Parkanlage.

## Vorgeschichte
Hier befanden sich seit dem 19. Jahrhundert Park und Palais von Nathaniel Meyer Freiherr von Rothschild (1836–1905). Im Zweiten Weltkrieg wurde das Palais Nathaniel Rothschild als Gestapo-Gefängnis genutzt. Nach 1945 wurde es von der Arbeiterkammer Wien erworben und abgerissen. An seiner Stelle wurde 1951/52 nach Plänen von Roland Rainer das Franz-Domes-Heim errichtet, nach dessen Abriss wegen Baufälligkeit schließlich das Adolf-Czettel-Bildungszentrum der Arbeiterkammer (Bauzeit 1985–1989) mit Theater Akzent und der 1990 eröffnete Anton-Benya-Park errichtet wurden.

## Gestaltung
Der Park bietet ein Basketball- und ein Fußballfeld. Die Grünflächen dürfen für Picknicks verwendet werden. Über Nacht ist der Park geschlossen.